# Partido Comunista da China
O Partido Comunista da China (PCCh ou PCC; chinês tradicional: 中國共產黨, chinês simplificado: 中国共产党, pinyin: Zhōngguó Gòngchǎndǎng), também conhecido como Partido Comunista Chinês, é o partido político fundador e único no governo da República Popular da China (RPC). O PCCh lidera outros oito partidos menores legalmente autorizados na Frente Unida. O PCCh foi fundado em 1921, com a ajuda do Gabinete do Extremo Oriente do Partido Comunista da União Soviética e do Secretariado do Extremo Oriente da Internacional Comunista. O partido cresceu rapidamente, e em 1949 levou o governo nacionalista do Kuomintang (KMT) da China continental para Taiwan após a Guerra Civil Chinesa, levando ao estabelecimento da República Popular da China a 1 de outubro de 1949. Controla as forças armadas do país, o Exército de Libertação Popular (ELP).
O PCCh está oficialmente organizado com base no centralismo democrático, um princípio concebido pelo teórico marxista russo Vladimir Lenin que implica uma discussão democrática e aberta sobre a política na condição da unidade na manutenção das políticas acordadas. O órgão mais alto do PCCh é o Congresso Nacional do Povo, convocado a cada cinco anos. Quando o Congresso Nacional não está em sessão, o Comité Central é o órgão mais alto, mas como o órgão se reúne normalmente apenas uma vez por ano, a maioria das funções e responsabilidades são atribuídas ao Politburo e ao seu Comité Permanente, sendo os membros deste último vistos como a liderança de topo do partido e do Estado. O líder do partido detém recentemente os cargos de Secretário Geral (responsável pelos deveres do partido civil), Presidente da Comissão Militar Central (CMC) (responsável pelos assuntos militares) e Presidente do Estado (uma posição largamente cerimonial). Através destes cargos, o líder do partido é o líder político do país. O atual líder é o Secretário-Geral Xi Jinping, eleito no 18.º Comité Central, realizado a 15 de novembro de 2012.
Oficialmente, o PCCh está empenhado no comunismo e continua a participar todos os anos no Encontro Internacional de Partidos Comunistas e Operários. De acordo com a constituição do partido, o PCCh adere ao Marxismo-Leninismo, ao Pensamento Mao Zedong, ao socialismo com características chinesas, à Teoria Deng Xiaoping, à Tríplice Representatividade, à Visão Científica de Desenvolvimento, e ao Pensamento de Xi Jinping. A explicação oficial para as reformas económicas da China é que o país se encontra na fase primária do socialismo, uma fase de desenvolvimento semelhante ao modo de produção capitalista. A economia de comando estabelecida sob Mao Zedong foi substituída pela economia de mercado socialista sob Deng Xiaoping, o atual sistema económico, com base em que "a prática é o critério único para a verdade".
Desde o colapso dos governos comunistas da Europa de Leste em 1989-1990 e a dissolução da União Soviética em 1991, o PCCh enfatiza as suas relações interpartidárias com os partidos no poder dos restantes Estados socialistas. Enquanto o PCCh ainda mantém relações interpartidárias com partidos comunistas não governantes em todo o mundo, desde a década de 1980 que tem estabelecido relações com vários partidos não comunistas, independentemente da sua ideologia. Com quase 92 milhões de membros, o PCCh é o segundo maior partido político do mundo depois do partido indiano Bharatiya Janata.

## História

### Antecedentes à fundação (1911–1919)
A China antes da fundação do Partido comunista da China já se encontrava em um cenário de revolução. Em 1911 eclode a Revolução Xinhai promovida e liderada a partir de 1912 pelo Tongmenghui do, médico e revolucionário politico, Sun Yat-sen, considerado pelo Partido Comunista da China contemporâneo como o "Pai da Nação" e "Pioneiro da Revolução".
A Revolução Xinhai deu fim a monarquia chinesa e a Dinastia Qing, no entanto, a partir de 1913, o recém eleito presidente da China, Yuan Shikai, restaurou a monarquia e cedeu as províncias da China a seus generais do Exército de Beiyang, que após sua morte, em 1916, se dividiram em várias facções e obrigando o recém fundado (1919) Kuomintang a se reorganizar politicamente e militarmente.
Muitas das figuras políticas presentes nos primeiros anos do Partido Comunista da China como Mao Zedong, apoiavam firmemente Sun Yat-sen e sua Segunda Revolução contra o Governo de Beiyang. Sun Yat-sen e seu partido ganharam muito mais apoio após o Movimento Quatro de Maio e suas falas mais agressivas em relação as potências estrangeiras e o anti-imperialismo.

### Fundação e história inicial (1921–1927)
O PCC tem como origens no Movimento Quatro de Maio de 1919, durante o qual ideologias ocidentais radicais como o anarquismo e o Marxismo ganharam força entre os intelectuais chineses, além de uma interferencia direta da ideologia socialista dos nacionalistas (Kuomintang) como parte dos Três Princpios do Povo. Chen Duxiu e Li Dazhao, ambos eram professores na Universidade de Pequim. Li esteve entre os primeiros intelectuais chineses que apoiaram publicamente o Leninismo e a revolução mundial. Chen era muito entusiasta pelo anarquismo até Grigori Voitinsky ter ido para a China.

A partir do verão de 1919, o Partido Comunista da União Soviética passou a dar maior prioridade ao cenário geopolítico do Extremo Oriente. Em abril de 1920, a Divisão dos Negócios Estrangeiros do seu ramo Vladivostok enviou Voitinsky para desenvolver o Marxismo na China, Coreia e Japão. Voitinsky conheceu Li, e depois tornou Chen, com êxito, num comunista. Voitinsky fundou o Secretariado do Extremo Oriente da Internacional Comunista (Comintern) em Xangai. A 5 de julho, participou numa reunião de comunistas russos na China para promover o estabelecimento do PCC. Ajudou Chen a fundar o Gabinete Revolucionário de Xangai, também conhecido como o Grupo Comunista de Xangai. Stojanovic foi a Guangzhou, Mamaev foi a Wuhan, e Broway foi a Pequim para ajudar os chineses a estabelecer grupos comunistas. Voitinsky providenciou a estes grupos despesas de promoção, conferência e estudo no estrangeiro.

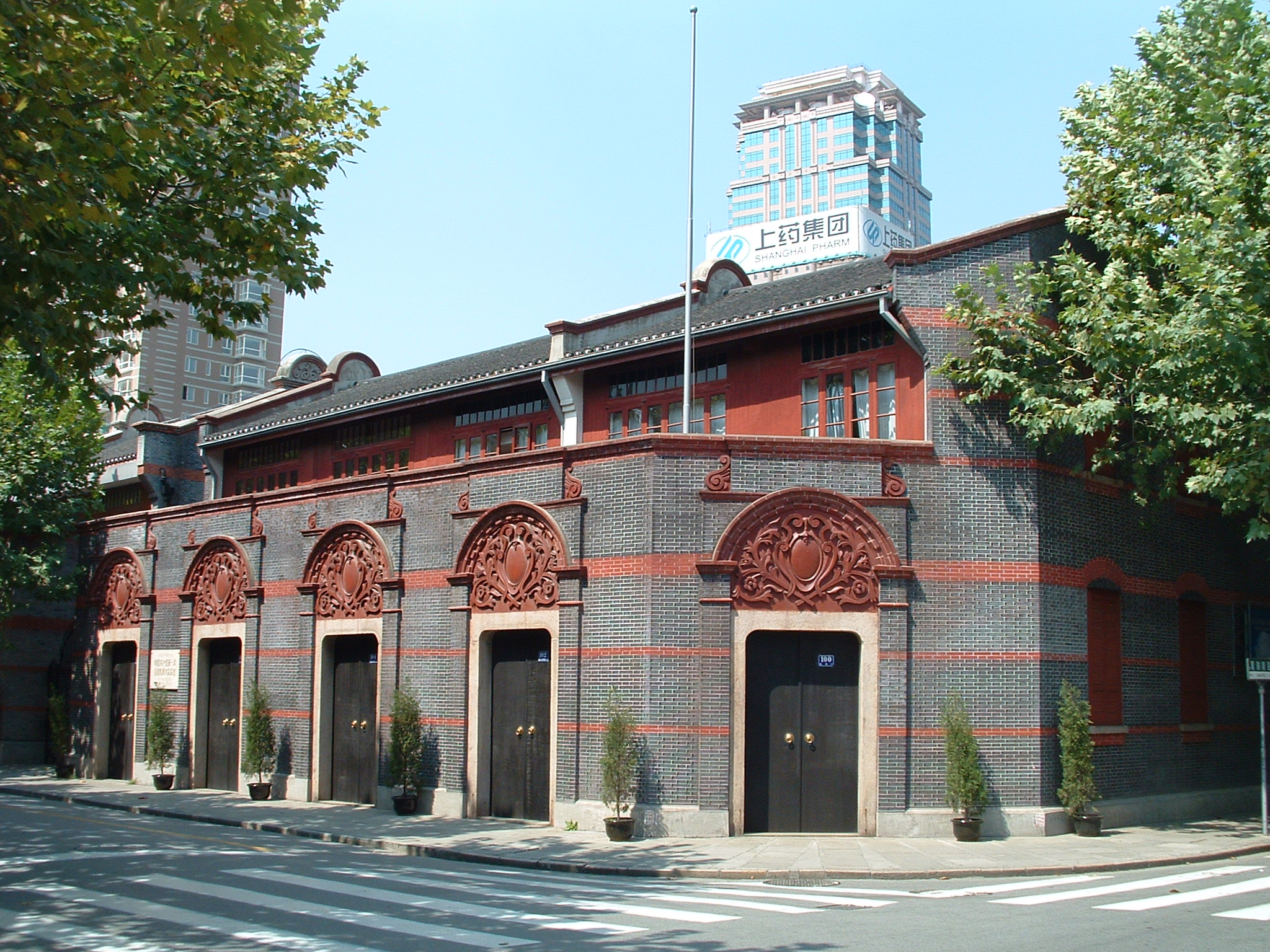
Local do Primeiro Congresso Nacional do PCC, na antiga Concessão Francesa de Xangai

O Congresso Nacional da fundação do PCC foi realizado a 23-31 de julho de 1921. Embora originalmente tenha tido lugar numa casa na Concessão Francesa de Xangai, a polícia francesa interrompeu a reunião a 30 de julho e o congresso foi transferido para um barco turístico no Lago Sul em Jiaxing, província de Zhejiang. 12 delegados participaram no congresso, onde nem Li, nem Chen puderam estar presentes. Chen enviou um representante pessoal. O congresso elegeu Chen como o primeiro secretário-geral. Ele foi referido como "Lenin da China". O PCC tinha apenas 50 membros no início de 1921.
Os Soviéticos quiseram avidamente fomentar forças pró-soviéticas no Extremo Oriente para lutar contra os países anticomunistas, especialmente o Império do Japão. Tentaram contactar Wu Peifu, mas falharam. Depois encontraram o KMT, um partido fundado por Sun Yat-sen, que liderava o governo de Guangzhou para confrontar o governo do Norte. A 6 de outubro de 1923, o Comintern enviou Mikhail Borodin para Guangzhou. De seguida, os comunistas apoiaram plenamente o KMT. O Comité Central do PCC, Joseph Stalin, e o Comintern esperavam que o PCC controlasse o KMT, apesar das suas diferenças em termos de estratégia e calendário. Chamaram os opositores ″direitistas″. Sun atenuou o conflito entre os comunistas e os seus opositores. Os membros do PCC cresceram tremendamente após o 4.º congresso, de 900 para 2.428 no ano de 1925, porque Voitinsky mudou a sua estratégia. Chiang Kai-shek, o assistente de Sun, não era ativamente anticomunista nessa altura, apesar de detestar a teoria da luta de classes e a tomada do poder pelo PCC. Chiang começou a restringir o poder dos comunistas em maio de 1926.
O KMT rapidamente unificou o sul da China através da guerra de 1926 a 1927. Depois de o KMT ter capturado Wuhan em outubro de 1926, o movimento de esquerda promovido pelo PCC e pelo Comintern rapidamente se descontrolou. Muitos trabalhadores e camponeses prenderam, julgaram ou assassinaram outras pessoas arbitrariamente. Os camponeses até roubaram material militar, mas os comunistas pouco mudaram. Em simultâneo, os comunistas propuseram a retirada do poder de Chiang. Quando Chiang conquistou gradualmente o apoio dos países ocidentais, o conflito entre ele e os comunistas tornou-se cada vez mais intenso. Chiang e Chen propuseram soluções, mas ambos foram rejeitados pelo Comintern. No final, a luta por Xangai detonou a hemorragia.
Em abril de 1927, tanto Chiang como o PCC preparavam-se para os combates. De 12 a 15 de abril, Chiang massacrou 300 (5 mil desaparecidos) com a ajuda da Gangue Verde. Os aliados de Chiang também atacaram comunistas; em Pequim, Li Dazhao e 19 outros importantes comunistas foram executados por Zhang Zuolin, afetado por este estímulo, o movimento camponês apoiado pelo PCC também se tornou "mais louco". Ye Dehui, um famoso estudioso, foi morto pelos comunistas, causando choque na China. He Jian matou centenas de milicianos camponeses, como vingança. Em maio, milhares de comunistas e os seus simpatizantes foram mortos por nacionalistas, tendo o PCC perdido aproximadamente 50 mil membros (muitos saíram do partido). O PCC continuou a apoiar o Wuhan KMT. A 15 de julho de 1927 o Wuhan KMT, por fim, expulsou todos os comunistas.
Um batalhão liderado pelo General Zhu De recebeu ordem para tomar a cidade de Nanchang a 1 de agosto de 1927; inicialmente bem-sucedidos, foram forçados a recuar após cinco dias, marchando para sul até Shantou, e de lá sendo conduzidos para o interior de Fujian. Depois, o PCC renomeou as suas forças como ″O Exército Vermelho dos Trabalhadores e Camponeses da China″. Mao Zedong foi nomeado comandante-em-chefe de um Exército Vermelho, e liderou a Revolta da Colheita do Outono. Atacou Changsha, mas falhou; a 15 de setembro, aceitou a derrota, com mil sobreviventes a marcharem para leste para as montanhas Jinggang de Jiangxi.

### Guerra Civil chinesa e Segunda Guerra Mundial (1927–1949)

Bandeira do Exército Vermelho dos Trabalhadores e Camponeses Chineses

A quase destruição do aparelho organizacional urbano do PCC levou a mudanças institucionais no seio do partido. O partido adoptou o centralismo democrático, uma forma de organizar partidos revolucionários, e estabeleceu um Politburo (para funcionar como o comité permanente do Comité Central). O resultado foi uma maior centralização do poder no seio do partido. Isto foi replicado a todos os níveis do partido, com comités permanentes agora em controlo efectivo. Após ter sido expulso do partido, Chen Duxiu passou a liderar o movimento trotskista chinês. Li Lisan foi capaz de assumir o controlo de facto da organização do partido até 1929-30. A liderança de Li Lisan foi um fracasso, deixando o PCC à beira da destruição. O Comintern envolveu-se, e nos finais dos anos 30, os seus poderes foram-lhe retirados. Em 1935 Mao tinha-se tornado membro do Comité Permanente do Politburo do partido e líder militar informal, com Zhou Enlai e Zhang Wentian, o chefe formal do partido, a servir como seus deputados informais. O conflito com o KMT levou à reorganização do Exército Vermelho, com o poder agora centralizado na liderança através da criação de departamentos políticos do PCC encarregados de supervisionar o exército.
A Segunda Guerra Sino-Japonesa provocou uma pausa no conflito entre o PCC e o KMT. A Segunda Frente Unida foi estabelecida entre o PCC e o KMT para enfrentar a invasão. Apesar da Frente ter existido formalmente até 1945, toda a colaboração entre as duas partes tinha terminado em 1940. Apesar da sua aliança formal, o PCC aproveitou a oportunidade para se expandir e criar bases de operações independentes para se preparar para a próxima guerra com o KMT. Em 1939, o KMT começou a restringir a expansão do PCC dentro da China. Isto levou a frequentes confrontos entre as forças do PCC e do KMT, mas que se reduziram rapidamente à compreensão de ambos os lados de que a guerra civil não era uma opção. No entanto, em 1943, o PCC expandiu novamente, e activamente, o seu território, à custa do KMT.
Mao Zedong tornou-se Presidente do Partido Comunista Chinês em 1945. De 1945 até 1949, a guerra tinha sido reduzida a dois partidos; o PCC e o KMT. Este período passou por quatro fases; a primeira foi de Agosto de 1945 (quando os japoneses se renderam) até Junho de 1946 (quando terminaram as conversações de paz entre o PCC e o KMT). Em 1945, o KMT tinha três vezes mais soldados sob o seu comando do que o PCC e inicialmente parecia estar a prevalecer. Com a cooperação dos americanos e dos japoneses, o KMT conseguiu retomar as principais partes do país. No entanto, o domínio do KMT sobre os territórios reconquistados seria impopular devido à corrupção endémica do partido. Apesar da sua enorme superioridade numérica, o KMT não conseguiu reconquistar os territórios rurais que constituíam um bastião do PCC. Por volta da mesma altura, o PCC lançou uma invasão da Manchúria, onde foram assistidos pela União Soviética. A segunda fase, que durou de Julho de 1946 a Junho de 1947, viu o KMT estender o seu controlo sobre grandes cidades, como Yan'an (o quartel-general do PCC durante grande parte da guerra). Os sucessos do KMT foram ocos; o PCC tinha-se retirado tacticamente das cidades, e em vez disso atacou as autoridades do KMT, instigando protestos entre estudantes e intelectuais nas cidades (o KMT respondeu a estes acontecimentos com uma forte repressão). Entretanto, o KMT estava a passar dificuldades contra as lutas internas das facções e o controlo autocrático de Chiang Kai-shek sobre o partido, o que enfraqueceu a capacidade de resposta do KMT aos ataques. A terceira fase, que durou de Julho de 1947 a Agosto de 1948, viu uma contra-ofensiva limitada por parte do PCC. O objectivo era limpar "a China Central, reforçando o Norte da China, e recuperando o Nordeste da China". Esta política, esteve associada às deserções da força militar do KMT (na Primavera de 1948, os militares do KMT tinham perdido cerca de 2 dos seus 3 milhões de tropas) e à diminuição da popularidade do domínio do KMT. O resultado foi que o PCC conseguiu cortar as guarnições do KMT na Manchúria e reconquistar vários territórios perdidos. A última fase, que durou de Setembro de 1948 a Dezembro de 1949, viu os comunistas tomarem a iniciativa e o colapso do domínio do KMT na China continental como um todo. A 1 de Outubro de 1949, Mao declarou o estabelecimento da RPC, que representou o fim da Revolução Chinesa (como é oficialmente descrita pelo PCC).

### Fundação da República Popular da China (1949)

A 18 de Agosto de 1966, Mao Zedong recebeu os Guardas Vermelhos pela primeira vez

A 1 de Outubro de 1949, o Presidente Mao Zedong proclamou formalmente o estabelecimento da RPC perante uma multidão maciça na Praça da Paz Celestial. O PCC dirigiu o Governo Popular Central. Desde essa altura até à década de 1980, os principais líderes do PCC (como Mao Zedong, Lin Biao, Zhou Enlai e Deng Xiaoping) eram em grande parte os mesmos líderes militares antes da fundação da RPC. Como resultado, os laços pessoais informais entre líderes políticos e militares dominavam as relações entre civis e militares.
Durante as décadas de 1960 e 1970, o PCC sofreu uma separação ideológica significativa do Partido Comunista da União Soviética. Nessa altura, Mao tinha começado a dizer que a "revolução continuada sob a ditadura do proletariado" estipulava que os inimigos de classe continuavam a existir, embora a revolução socialista parecesse estar completa, levando à Revolução Cultural.
Após a morte de Mao em 1976, eclodiu uma luta pelo poder entre o Presidente do PCC Hua Guofeng e o Vice-presidente Deng Xiaoping. Deng venceu a luta, e tornou-se o "líder político" em 1978. Deng, ao lado de Hu Yaobang e Zhao Ziyang, liderou a Reforma e a política de abertura, e introduziu o conceito ideológico de socialismo com características chinesas, abrindo a China aos mercados mundiais. Ao inverter algumas das políticas "esquerdistas" de Mao, Deng argumentou que um Estado socialista poderia utilizar a economia de mercado sem ser ele próprio capitalista. Ao mesmo tempo que afirmava o poder político do partido, a mudança na política gerou um crescimento económico significativo. A nova ideologia, contudo, foi contestada em ambos os lados do espectro, tanto pelos maoístas como por aqueles que apoiam a liberalização política. Com outros factores sociais, os conflitos culminaram com o Protesto na Praça da Paz Celestial em 1989. Com o esmagamento do protesto, prevaleceu a visão de Deng sobre a economia, e no início dos anos 90 o conceito de uma economia de mercado socialista tinha sido introduzido. Em 1997, as concepções de Deng (Teoria de Deng Xiaoping), foram incorporadas na constituição do PCC.

Bandeira do Partido Comunista da China de 17 de junho de 1951 a 21 de julho de 1996

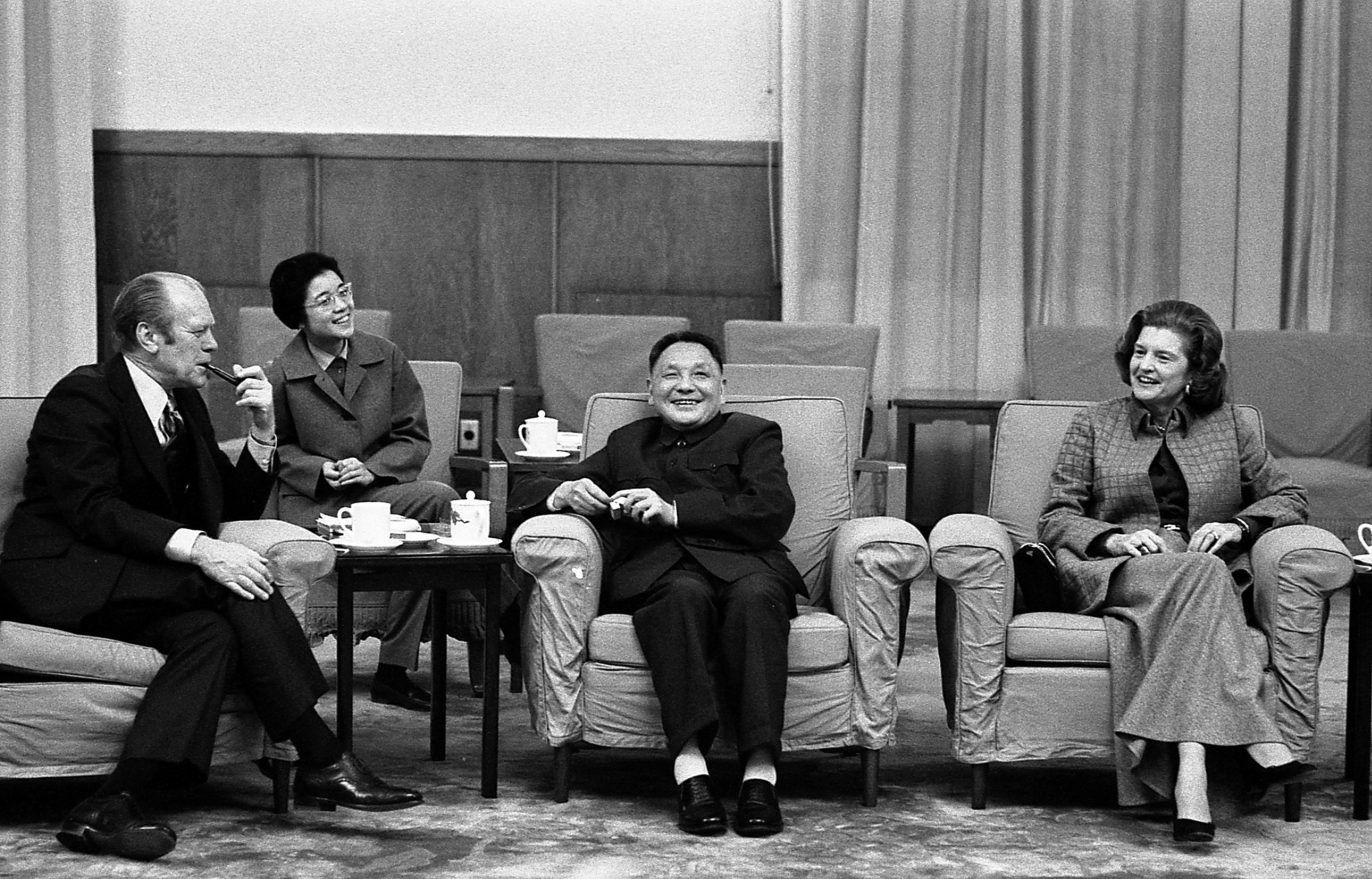
Em 1975, o vice-primeiro-ministro chinês Deng Xiaoping e o presidente dos EUA Gerald Ford iniciaram conversações informais em Pequim

O Secretário Geral do PCC Jiang Zemin sucedeu a Deng como "líder político" nos anos 90, e continuou a maior parte das suas políticas. Nos anos 90, o PCC transformou-se de uma liderança revolucionária veterana que liderava militar e politicamente, para uma elite política cada vez mais regenerada de acordo com normas institucionalizadas na burocracia civil. A liderança foi largamente seleccionada com base em regras e normas sobre promoção e reforma, formação, e conhecimentos técnicos e de gestão. Existe um grupo em grande parte separado de oficiais militares profissionalizados, servindo sob a liderança de topo do PCC em grande parte através de relações formais dentro dos canais institucionais.
Como parte do legado nominal de Jiang Zemin, o PCC ratificou a Tríplice Representatividade para a revisão da constituição do partido em 2003, como uma "ideologia orientadora" para encorajar o partido a representar "forças produtivas avançadas, o curso progressivo da cultura chinesa, e os interesses fundamentais do povo". A teoria legitimou a entrada de empresários privados e elementos burgueses no partido. Hu Jintao, o sucessor de Jiang Zemin como Secretário-Geral, tomou posse em 2002. Ao contrário de Mao, Deng e Jiang Zemin, Hu colocou ênfase na liderança colectiva e opôs-se ao domínio do sistema político por um só homem. A insistência em concentrar-se no crescimento económico levou a uma vasta gama de problemas sociais. Para os resolver, Hu introduziu dois conceitos ideológicos principais: o Perspectivas Científicas sobre o Desenvolvimento e a Sociedade Socialista Harmoniosa. Hu renunciou o seu cargo de Secretário-Geral do CCP e Presidente do CMC no 18.º Congresso Nacional realizado em 2012, e foi sucedido em ambos os cargos por Xi Jinping.
Desde que tomou o poder, Xi iniciou uma ampla campanha anti-corrupção, centralizando ao mesmo tempo os poderes no gabinete do Secretário Geral do PCC à custa da liderança colectiva das décadas anteriores. Os comentadores descreveram a campanha como uma parte determinante da liderança de Xi, bem como "a principal razão pela qual ele foi capaz de consolidar o seu poder tão rápida e eficazmente". Comentadores estrangeiros compararam-no a Mao. A liderança de Xi também tem supervisionado um aumento do papel do partido na China. O pensamento de Xi Jinping foi incorporado na constituição do PCC no 19.º Congresso Nacional do PCC.

## Ideologia
"Desde 1978, a China mudou, até certo ponto, o seu discurso filosófico político. Mas esta mudança aproximou-nos do marxismo clássico. Por exemplo, o marxismo clássico expressa a relação entre economia e política, e ainda mais, a base económica e a superestrutura, onde a última é determinada fundamentalmente pela primeira e só sob certas condições limitadas é que a segunda pode moldar a primeira. Tanto Estaline como Mao, contudo, acreditavam que a política e a superestrutura poderiam, a qualquer momento, determinar fundamentalmente a economia, que poderiam determinar absolutamente a base económica. Numa palavra, por qualquer razão, tanto Estaline como Mao compreenderam mal este ponto vital da teoria marxista e sofreram em conformidade na prática."

—Jiexiong Yi, investigador marxista sénior na Universidade de Pequim e na Escola do Partido Central. 
Tem sido argumentado nos últimos anos, principalmente por comentadores estrangeiros, que o PCC não tem uma ideologia, e que a organização do partido é pragmática e interessada apenas no que funciona. O próprio partido, contudo, argumenta o contrário. Por exemplo, Hu Jintao declarou em 2012 que o mundo ocidental "ameaça dividir-nos" e que "a cultura internacional do Ocidente é forte enquanto nós somos fracos ... Os campos ideológico e cultural são os nossos principais alvos". O PCC coloca um grande esforço nas escolas do partido e na elaboração da sua mensagem ideológica. Antes da campanha "A Prática é o Critério Único da Verdade [zh]", a relação entre ideologia e tomada de decisões era uma relação dedutiva, o que significava que a elaboração de políticas derivava do conhecimento ideológico. Sob Deng esta relação foi virada do avesso, com a tomada de decisões a justificar a ideologia e não o contrário. Por último, os decisores políticos chineses acreditam que a ideologia de estado da União Soviética era "rígida, sem imaginação, ossificada e desligada da realidade" e que esta era uma das razões para a dissolução da União Soviética. Por conseguinte, acreditam que a sua ideologia partidária deve ser dinâmica para salvaguardar o domínio do partido.

### Ideologia Formal

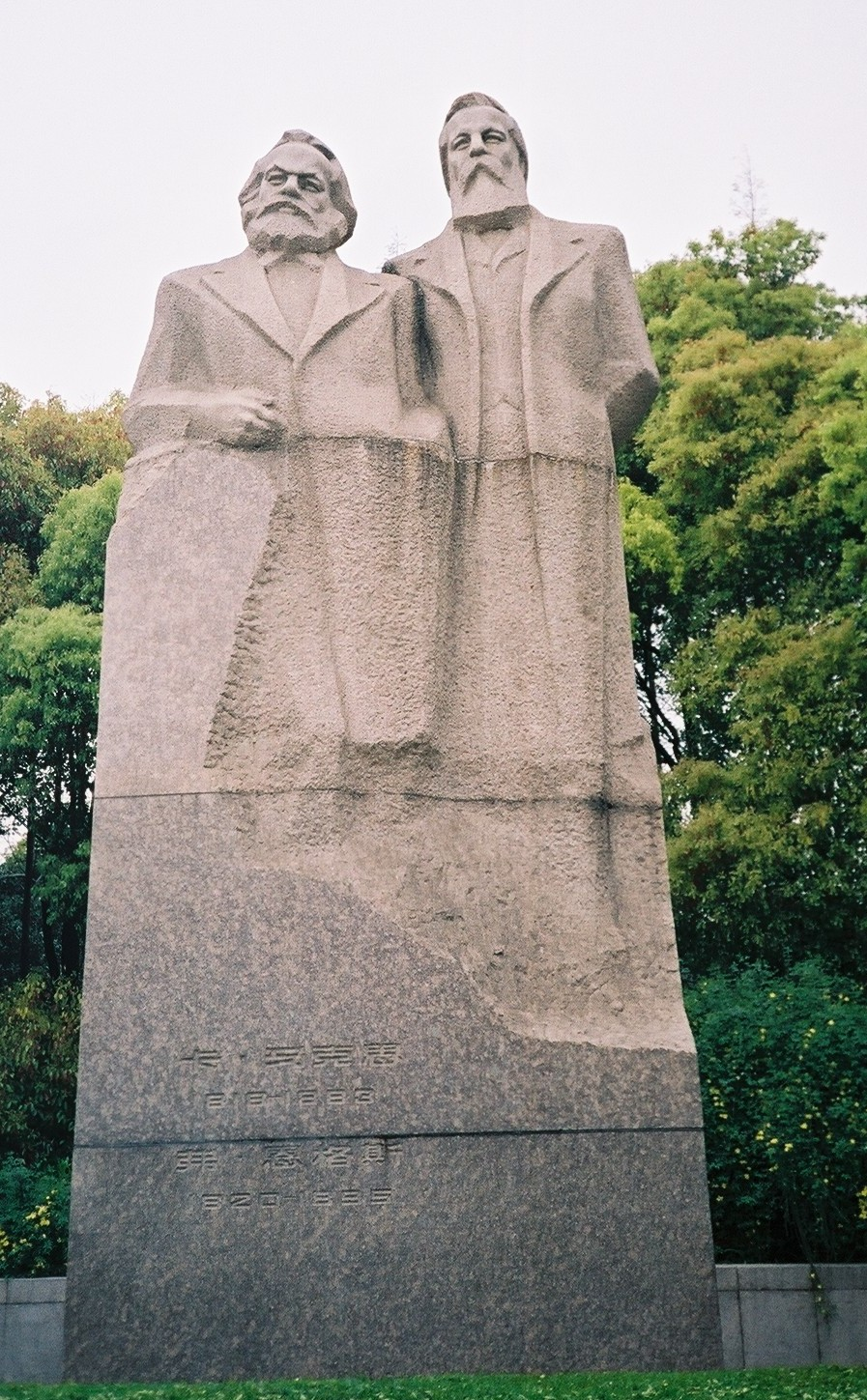
Um monumento dedicado a Karl Marx (esquerda) e Friedrich Engels (direita) em Xangai

O Marxismo-leninismo foi a primeira ideologia oficial do Partido Comunista da China. Segundo o PCC, "o Marxismo-leninismo revela as leis universais que regem o desenvolvimento da história da sociedade humana". Para o PCC, o Marxismo-leninismo fornece uma "visão das contradições na sociedade capitalista e da inevitabilidade de uma futura sociedade socialista e comunista". Segundo o Diário do Povo, o Pensamento de Mao Zedong "é o Marxismo-leninismo aplicado e desenvolvido na China". O Pensamento Mao Zedong foi concebido não só por Mao Zedong, mas também por altos funcionários do partido.

Enquanto os analistas não chineses geralmente concordam que o PCC rejeitou o Marxismo-Leninismo ortodoxo e o Pensamento de Mao Zedong (ou pelo menos pensamentos básicos dentro do pensamento ortodoxo), o PCC discorda. Alguns grupos argumentam que Jiang Zemin pôs fim ao compromisso formal do PCC com o marxismo com a introdução da teoria ideológica, a Tríplice Representatividade. Contudo, o teórico do partido Leng Rong discorda, afirmando que "o Presidente Jiang livrou o Partido dos obstáculos ideológicos aos diferentes tipos de propriedade [...] Ele não desistiu do marxismo ou do socialismo. Ele fortaleceu o partido ao proporcionar uma compreensão moderna do marxismo e do socialismo - razão pela qual falamos de uma "economia de mercado socialista" com características chinesas". A realização do comunismo ainda é descrita como o "objectivo final" do PCC e da China. Enquanto o PCC afirma que a China se encontra na fase primária do socialismo, os teóricos do partido argumentam que a actual fase de desenvolvimento "se parece muito com o capitalismo". Alternativamente, certos teóricos partidários argumentam que "o capitalismo é a fase inicial ou a primeira fase do comunismo". Alguns descartaram o conceito de uma fase primária do socialismo como cinismo intelectual. De acordo com o americano Robert Lawrence Kuhn, um analista chinês, "Quando ouvi esta lógica pela primeira vez, achei-a mais cómica do que inteligente - uma caricatura irónica de propagandistas engenhosos vazada por cínicos intelectuais. Mas o horizonte de 100 anos vem de teoristas políticos sérios".

"Sou um marxista. A essência do marxismo é a mudança, [...] Barack Obama venceu Hillary Clinton enfatizando a mudança. O Marxista na China de hoje não é um velho teimoso, dogmático e ultrapassado do século XIX, mas um jovem pensador dinâmico, pró-mudança e jovem. Temos uma abordagem flexível: se as palavras de Marx ainda são aplicáveis, vamos usá-las; para coisas que ele não articulou com clareza, vamos soletrá-las; para o que ele não disse, vamos ousadamente inventar algo novo."

—Ye Xiaowen, sobre o papel do pensamento Marxista.
A Teoria Deng Xiaoping foi acrescentada à constituição do partido no 14.º Congresso Nacional. Os conceitos de "socialismo com características chinesas" e "a fase primária do socialismo" foram creditados à teoria. A Teoria Deng Xiaoping pode ser definida como uma crença de que o socialismo de estado e o planeamento económico não é, por definição, comunista, e que os mecanismos de mercado são neutros em termos de classe. Além disso, o partido precisa de reagir dinamicamente à situação em mudança; para saber se uma determinada política é obsoleta ou não, o partido teve de "procurar a verdade a partir dos factos" e seguir o slogan "a prática é o único critério para a verdade". No 14.º Congresso Nacional, Jiang reiterou o mantra de Deng de que era desnecessário perguntar se algo era socialista ou capitalista, uma vez que o factor importante era saber se funcionava. A "Tríplice Representatividade", a contribuição de Jiang Zemin para a ideologia do partido, foi adoptada pelo partido no 16.º Congresso Nacional. A "Tríplice Representatividade" define o papel do Partido Comunista da China, e sublinha que o Partido deve sempre representar os requisitos para o desenvolvimento das forças produtivas avançadas da China, a orientação da cultura avançada da China e os interesses fundamentais da esmagadora maioria do povo chinês". Alguns segmentos dentro do PCC criticaram a Tríplice Representatividade como sendo pouco marxista e uma traição aos valores marxistas básicos. Os apoiantes encaravam-no como um desenvolvimento do socialismo com características chinesas. Jiang discordou, e concluiu que atingir o modo de produção comunista, tal como formulado pelos comunistas anteriores, era mais complexo do que tinha sido pensado, e que era inútil tentar forçar uma mudança no modo de produção, uma vez que tinha de se desenvolver naturalmente, seguindo as leis económicas da história. A teoria é mais notável por permitir aos capitalistas, oficialmente referidos como os "novos estratos sociais", juntarem-se ao partido com base no facto de se terem empenhado em "trabalho honesto" e através do seu trabalho ter contribuído "para construir o socialismo com características chinesas" 

"O direito nunca pode ser superior à estrutura económica da sociedade e ao seu desenvolvimento cultural que isto determina. Ao tentar proibir totalmente, ao colocar o cadeado em todo o desenvolvimento da troca privada não estatal, ou seja, do comércio, ou seja, do capitalismo, que é inevitável com milhões de pequenos produtores ... tal política seria insensata e suicida para o partido que tentar aplicá-la".

—Vladimir Lenin sobre a lógica marxista para manter a propriedade privada.
A 3ª Sessão Plenária do 16.º Comité Central concebeu e formulou a ideologia da Visão Científica de Desenvolvimento (VSD). É considerada a contribuição de Hu Jintao para o discurso ideológico oficial. A VSD incorpora o socialismo científico, o desenvolvimento sustentável, o bem-estar social, uma sociedade humanista, o aumento da democracia e, em última análise, a criação de uma Sociedade Socialista Harmoniosa. Segundo declarações oficiais do PCC, o conceito integra "o Marxismo com a realidade da China contemporânea e com as características subjacentes do nosso tempo, e encarna plenamente a visão do mundo marxista e a metodologia para o desenvolvimento".

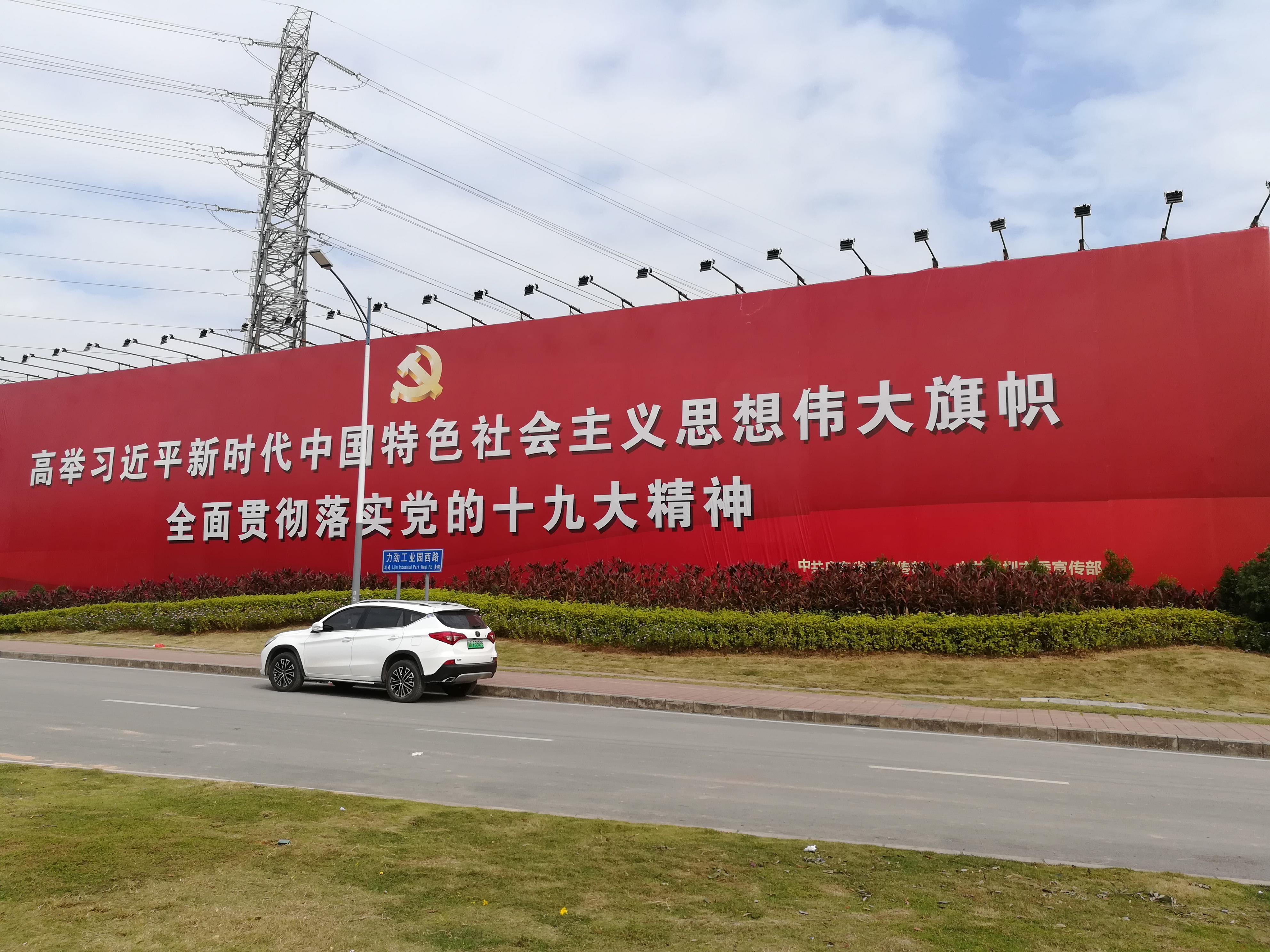
Um cartaz a publicitar o Pensamento Xi Jinping em Shenzhen, Guangdong, que diz: "Segurando alto a grande bandeira do socialismo com características chinesas para a Era Xi Jinping. Devemos implementar plenamente o espírito do 19.º Congresso Nacional do PCCh"

O Pensamento Xi Jinping sobre o Socialismo com características chinesas para uma Nova Era, vulgarmente conhecido como Pensamento Xi Jinping, foi acrescentado à constituição do partido no 19.º Congresso Nacional. O próprio Xi descreveu o pensamento como parte de um quadro geral criado em torno do socialismo com características Chinesas. Na documentação oficial do partido e nos pronunciamentos de colegas de Xi, diz-se que o pensamento é uma continuação de ideologias partidárias anteriores como parte de uma série de ideologias orientadoras que encarnam o "marxismo adaptado às condições chinesas" e considerações contemporâneas.

### Economia
"[...] a sua teoria de que o capitalismo é o fim foi abalada, e o desenvolvimento socialista experienciou um milagre. O capitalismo ocidental sofreu inversões, uma crise financeira, uma crise de crédito, uma crise de confiança, e a sua autoconvicção tem oscilado. Os países ocidentais começaram a refletir, e comparam-se aberta ou secretamente contra a política, economia e caminho da China".

—Xi Jinping, o secretário-geral do PCC, sobre a inevitabilidade do socialismo.
Deng não acreditava que a diferença fundamental entre o modo de produção capitalista e o modo de produção socialista fosse o planeamento central versus os mercados livres. Ele disse: "Uma economia planeada não é a definição de socialismo, porque há planeamento sob o capitalismo; a economia de mercado também acontece sob o socialismo. O planeamento e as forças de mercado são ambas formas de controlar a actividade económica". Jiang Zemin apoiou o pensamento de Deng, e declarou numa reunião do partido que não importava se um determinado mecanismo era capitalista ou socialista, porque a única coisa que importava era se funcionava. Foi nesta reunião que Jiang Zemin introduziu o termo economia socialista de mercado, que substituiu a "economia de mercado socialista planeada" de Chen Yun. No seu relatório ao 14.º Congresso Nacional, Jiang Zemin disse aos delegados que o Estado socialista "deixaria as forças do mercado desempenharem um papel básico na atribuição de recursos". No 15.º Congresso Nacional, a linha do partido foi alterada para "fazer com que as forças de mercado desempenhem ainda mais o seu papel na atribuição de recursos"; esta linha continuou até à 3ª Sessão Plenária do 18.º Comité Central do Partido Comunista da China, quando foi alterada para "deixar que as forças de mercado desempenhem um papel decisivo na atribuição de recursos". Apesar disso, a 3ª sessão plenária do 18.º Comité Central manteve o credo "Manter o domínio do setor público e reforçar a vitalidade económica da economia estatal".
O PCC vê o mundo como organizado em dois campos opostos; socialista e capitalista. Eles insistem que o socialismo, com base no materialismo histórico, acabará por triunfar sobre o capitalismo. Nos últimos anos, quando foi pedido ao partido que explicasse a globalização capitalista ocorrida, o partido voltou aos escritos de Karl Marx. Apesar de admitirem que a globalização se desenvolveu através do sistema capitalista, os líderes e teóricos do partido argumentam que a globalização não é intrinsecamente capitalista. A razão é que se a globalização fosse puramente capitalista, excluiria uma forma socialista alternativa de modernidade. A globalização, tal como a economia de mercado, não tem, portanto, um carácter de classe específico (nem socialista nem capitalista) de acordo com o partido. A insistência de que a globalização não é fixa por natureza vem da insistência de Deng de que a China pode prosseguir a modernização socialista através da incorporação de elementos do capitalismo. Devido a isto, existe um considerável optimismo no seio do PCC de que, apesar do actual domínio capitalista da globalização, a globalização pode ser transformada num veículo de apoio ao socialismo.

## Governação

### Liderança colectiva
A liderança colectiva, ideia de que as decisões serão tomadas por consenso, é o ideal no PCC. O conceito tem as suas origens em Vladimir Lenin e no Partido Bolchevique Russo. Ao nível da liderança do partido central, isto significa que, por exemplo, todos os membros do Comité Permanente do Politburo são de igual estatuto (cada membro tem apenas um voto). Um membro do Comité Permanente do Politburo representa frequentemente um sector; durante o governo de Mao, ele controlou o Exército de Libertação Popular, Kang Sheng, o aparelho de segurança, e Zhou Enlai, o Conselho de Estado e o Ministério dos Negócios Estrangeiros. Isto conta como poder informal. Apesar disto, numa relação paradoxal, os membros de um órgão são hierarquizados (apesar de os membros serem, em teoria, iguais entre si). Informalmente, a liderança colectiva é chefiada por um "núcleo de liderança"; ou seja, o líder político, a pessoa que detém os cargos de secretário-geral do PCC, presidente da Comissão Militar Central e presidente da RPC. Antes do mandato de Jiang Zemin como líder político, o núcleo do partido e a liderança colectiva eram indistinguíveis. Na prática, o núcleo não era responsável perante a liderança colectiva. No entanto, na altura de Jiang, o partido tinha começado a propagar um sistema de responsabilidade, referindo-se a ele em pronunciamentos oficiais como o "núcleo da liderança colectiva".

### Centralismo democrático
O princípio organizacional do PCC é o centralismo democrático, que se baseia em dois princípios: democracia (sinónimo no discurso oficial de "democracia socialista" e "democracia intrapartidária") e centralismo. Este tem sido o princípio organizacional orientador do partido desde o 5.º Congresso Nacional, realizado em 1927. Nas palavras da constituição do partido, "O Partido é um órgão integral organizado sob o seu programa e constituição e com base no centralismo democrático". Mao afirmou que a superioridade do centralismo democrático estava nas suas contradições internas, entre democracia e centralismo, e liberdade e disciplina. Actualmente, o PCC afirma que "a democracia é a linha de vida do partido, a linha de vida do socialismo". Mas para que a democracia seja implementada, e funcione correctamente, é necessário que haja centralização. O objectivo do centralismo democrático não era obliterar o capitalismo ou as suas políticas, mas sim o movimento em direcção à regulação do capitalismo, envolvendo ao mesmo tempo o socialismo e a democracia. A democracia sob qualquer forma, afirma o PCC, precisa de centralismo, uma vez que sem centralismo não haverá ordem. Segundo Mao, o centralismo democrático "está centralizado na base da democracia e da democracia sob orientação centralizada. Este é o único sistema que pode dar plena expressão à democracia com plenos poderes investidos nos congressos populares a todos os níveis e, ao mesmo tempo, garantir uma administração centralizada com os governos a cada nível exercendo uma gestão centralizada de todos os assuntos que lhes são confiados pelos congressos populares ao nível correspondente e salvaguardando tudo o que é essencial à vida democrática do povo".

### Sistema de Cooperação Multipartidário
O Sistema Multipartidário de Cooperação e Consulta Política é liderado pelo PCC em cooperação e consulta com os oito partidos que compõem a Frente Unida. A consulta tem lugar sob a liderança do PCC, com organizações de massas, os partidos da Frente Unida, e "representantes de todos os sectores da vida". Estas consultas contribuem, pelo menos em teoria, para a formação da política de base do país nos domínios político, económico, cultural e social. A relação do PCC com outros partidos baseia-se no princípio de "coexistência a longo prazo e supervisão mútua, tratando-se uns aos outros com toda a sinceridade e partilhando o bem ou o mal". Este processo é institucionalizado na Conferência Consultiva Política do Povo Chinês (CCPPC). Todas as partes da Frente Unida apoiam o caminho da China para o socialismo, e mantêm-se firmes na liderança do PCC. Apesar de tudo isto, o CPPCC é um órgão sem qualquer poder real. Enquanto decorrem as discussões, todas elas são supervisionadas pelo PCC.

## Organização

### Organização central

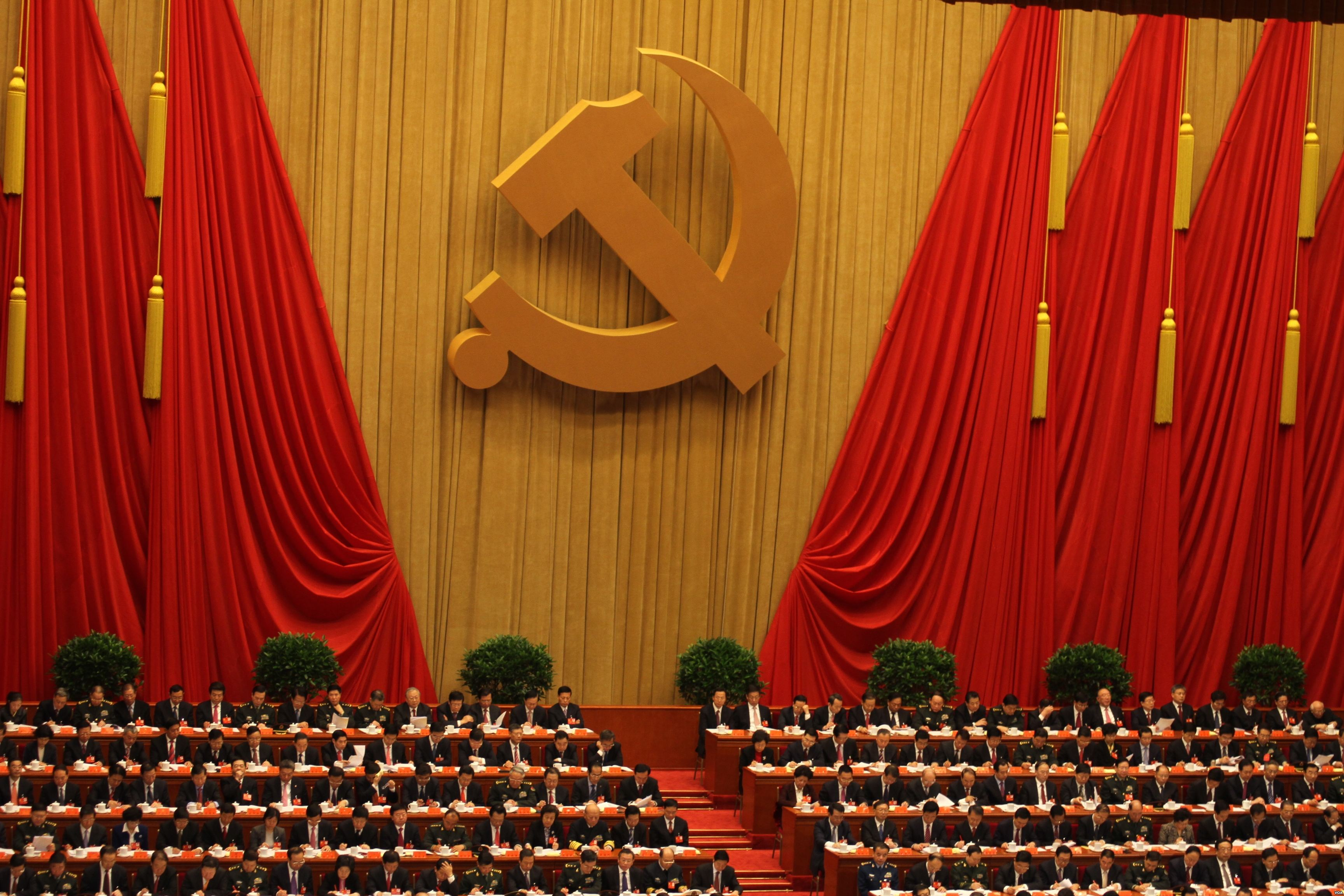
O 18.º Congresso Nacional, convocado em novembro de 2012

O Congresso Nacional é o órgão máximo do partido, e, desde o 9.º Congresso Nacional em 1969, tem sido convocado de cinco em cinco anos (antes do 9.º Congresso foram convocados de forma irregular). De acordo com a constituição do partido, um congresso não pode ser adiado excepto "em circunstâncias extraordinárias". A constituição do partido confere ao Congresso Nacional seis responsabilidades:
1. eleger o Comité Central;
2. eleger a Comissão Central de Inspecção Disciplinar (CCID);
3. examinar o relatório do Comité Central cessante;
4. examinar o relatório da CCID cessante;
5. discutir e decretar políticas partidárias; e,
6. a revisão da constituição do partido.

Na prática, os delegados raramente discutem questões em profundidade nos Congressos Nacionais. A maioria das discussões substantivas tem lugar antes do congresso, no período de preparação, entre um grupo de líderes partidários de topo. Entre os Congressos Nacionais, o Comité Central é a mais alta instituição decisória. O CCID é responsável pela supervisão do sistema interno anticorrupção e ética do partido. Entre congressos, o CCID está sob a autoridade do Comité Central. O Comité Central, como a mais alta instituição decisória do partido entre congressos nacionais, elege vários órgãos para levar a cabo o seu trabalho. A primeira sessão plenária de um comité central recentemente eleito elege o secretário geral do Comité Central, o líder do partido; a Comissão Militar Central (CMC); o Politburo; o Comité Permanente do Politburo (CPP); e, desde 2013, a Comissão Central de Segurança Nacional (CCSN). A primeira sessão plenária também apoia a composição do Secretariado e a liderança do CCID. De acordo com a constituição do partido, o secretário geral deve ser membro do Comité Permanente do Politburo (CPP), e é responsável pela convocação de reuniões do CPP e do Politburo, ao mesmo tempo que preside aos trabalhos do Secretariado. O Politburo "exerce as funções e poderes do Comité Central quando uma sessão plenária não se encontra em sessão". O CPP é a instituição decisória mais elevada do partido quando o Politburo, o Comité Central e o Congresso Nacional não se encontram em sessão.

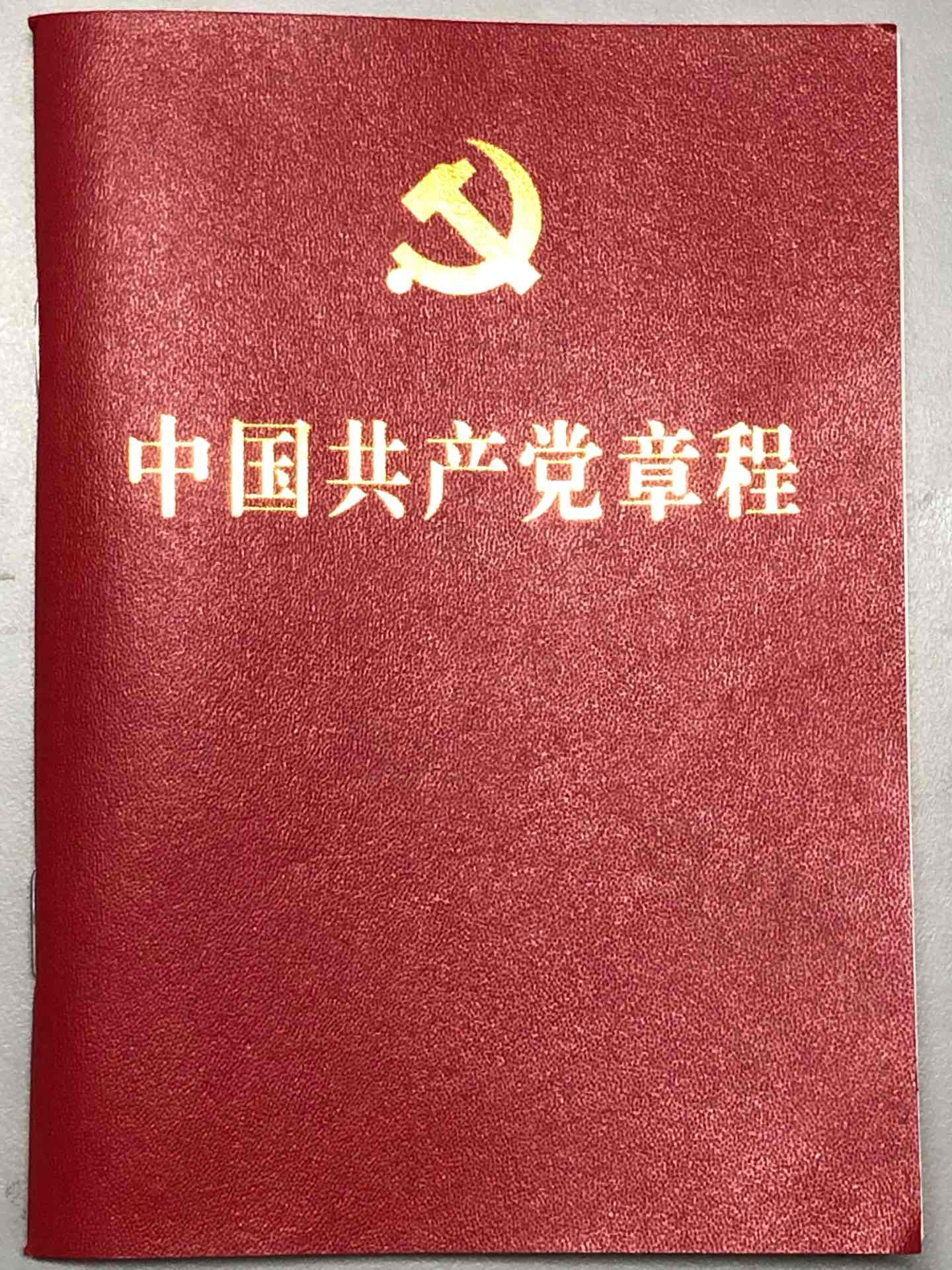
Capa da Constituição do Partido Comunista da China

O CPP reúne-se pelo menos uma vez por semana. Foi criado no 8.º Congresso Nacional, em 1958, para assumir o papel de decisão política anteriormente assumido pelo Secretariado. O Secretariado é o principal órgão de implementação do Comité Central, e pode tomar decisões no âmbito do quadro político estabelecido pelo Politburo; é também responsável pela supervisão do trabalho das organizações que reportam directamente ao Comité Central, por exemplo departamentos, comissões, publicações, etc. O CMC é a mais alta instituição decisória sobre assuntos militares dentro do partido, e controla as operações do Exército de Libertação Popular. O secretário-geral, desde Jiang Zemin, tem também exercido as funções de presidente do CMC. Ao contrário do ideal de liderança colectiva de outros órgãos do partido, o presidente do CMC actua como comandante-chefe com plena autoridade para nomear ou demitir oficiais militares de topo. O CCSN "coordena estratégias de segurança em vários departamentos, incluindo os serviços secretos, as forças armadas, os negócios estrangeiros e a polícia, a fim de enfrentar os crescentes desafios à estabilidade a nível interno e externo". O secretário-geral é o presidente da CCSN.
Uma primeira sessão plenária do Comité Central elege também chefes de departamento, gabinetes, grupos dirigentes centrais e outras instituições para prosseguir o seu trabalho durante um mandato (sendo um "mandato" o período que decorre entre congressos nacionais, geralmente cinco anos). O Gabinete Geral é o "centro nevrálgico" do partido, responsável pelo trabalho administrativo diário, incluindo comunicações, protocolo, e estabelecimento de agendas de reuniões. O PCC tem actualmente quatro departamentos centrais principais: o Departamento de Organização, responsável por supervisionar as nomeações provinciais e os quadros de verificação para futuras nomeações, o Departamento de Publicidade (antigo "Departamento de Propaganda"), que supervisiona os media e formula a linha do partido para os media, o Departamento Internacional, funcionando como o "ministério dos negócios estrangeiros" do partido com outros partidos, e o Departamento de Trabalho da Frente Unida, que supervisiona o trabalho com os partidos não comunistas do país, organizações de massas, e grupos de influência fora do país. O CC também tem controlo directo sobre o Gabinete Central de Investigação Política, que é responsável pela investigação de questões de interesse significativo para a liderança do partido, a Escola Central do Partido, que fornece formação política e doutrinação ideológica no pensamento comunista para quadros superiores e em ascensão, o Centro de Investigação de História do Partido, que estabelece prioridades para a investigação académica nas universidades estatais e na Escola Central do Partido, e o Gabinete de Compilação e Tradução, que estuda e traduz as obras clássicas do marxismo. O jornal do partido, o Diário do Povo, está sob o controlo directo do Comité Central e é publicado com os objectivos de "contar boas histórias sobre a China e o (Partido)" e de promover o seu líder partidário. As revistas teóricas Em Busca da Verdade a Partir de Factos e a Study Times são publicadas pela Escola Central do Partido. Os vários gabinetes do "Grupos Centrais de Líderes", tais como o Gabinete de Assuntos de Hong Kong e Macau, o Gabinete de Assuntos de Taiwan, e o Gabinete Central de Finanças, também se reportam ao comité central durante uma sessão plenária.

### Organizações de base
Depois de tomar o poder político, o PCC estendeu o sistema de comando de partido-estado a todas as instituições governamentais, organizações sociais e entidades económicas. O Conselho de Estado e o Supremo Tribunal têm, cada um, um grupo central do partido (党组), estabelecido desde novembro de 1949. Os comités do partido permeiam em todos os órgãos administrativos do Estado, bem como nas Conferências de Consulta Popular e nas organizações de massas a todos os níveis. Os comités partidários existem dentro das empresas, tanto privadas como estatais. Modelado após o sistema de Nomenklatura soviético, o departamento de organização do comité do partido a cada nível tem o poder de recrutar, formar, monitorizar, nomear e deslocar estes funcionários.
Os comités partidários existem a nível de províncias, cidades, distritos e bairros. Estes comités desempenham um papel fundamental na direcção da política local, seleccionando líderes locais e atribuindo tarefas cruciais. O secretário do partido a cada nível é mais alto do que o do líder do governo, sendo o comité permanente do PCC a principal fonte de poder. Os membros do comité do partido em cada nível são seleccionados pela liderança no nível acima, sendo os líderes provinciais seleccionados pelo Departamento Organizacional Central, e não são removíveis pelo secretário do partido local.
Em teoria, contudo, os comités do partido são eleitos pelos congressos do partido ao seu próprio nível. Os congressos do partido local devem ser realizados de cinco em cinco anos, mas em circunstâncias extraordinárias podem ser realizados mais cedo ou adiados. No entanto, essa decisão deve ser aprovada pelo nível imediatamente superior do comité do partido local. O número de delegados e os procedimentos para a sua eleição são decididos pelo comité do partido local, mas devem também ter a aprovação do próximo superior comité do partido.
Um congresso local do partido tem muitas das mesmas funções que o Congresso Nacional, e é responsável por examinar o relatório do Comité do Partido local ao nível correspondente; examinar o relatório da Comissão Local de Inspecção Disciplinar ao nível correspondente; discutir e adoptar resoluções sobre questões importantes na área em questão; e eleger o Comité Local do Partido e a Comissão Local de Inspecção Disciplinar ao nível correspondente. Os comités partidários de "uma província, região autónoma, município directamente sob o governo central, cidade dividida em distritos, ou prefeitura autónoma [são] eleitos para um mandato de cinco anos", e incluem membros efectivos e suplentes. Os comités do partido "de um distrito (bandeira), distrito autónomo, cidade não dividida em distritos, ou distrito municipal [são] eleitos para um mandato de cinco anos", mas os membros efectivos e suplentes "devem ter um estatuto de partido de três anos ou mais". Se um Congresso Local do Partido for realizado antes ou depois da data indicada, o mandato dos membros do Comité do Partido deve ser correspondentemente encurtado ou alongado.
As vagas num Comité do Partido devem ser preenchidas por um membro suplente de acordo com a ordem de precedência, que é decidida pelo número de votos que um membro suplente obteve durante a sua eleição. Um Comité do Partido deve convocar, pelo menos, duas reuniões plenárias por ano. Durante o seu mandato, um Comité do Partido deverá "cumprir as directivas das organizações superiores seguintes do Partido e as resoluções dos congressos do Partido nos níveis correspondentes". O Comité Permanente Local (análogo ao Politburo Central) é eleito no primeiro plenário do Comité do Partido correspondente, após o congresso do partido local. Um Comité Permanente é responsável perante o Comité do Partido ao nível correspondente e o Comité do Partido ao nível imediatamente superior. Um Comité Permanente exerce as funções e responsabilidades do Comité de Partido correspondente quando este não se encontra em sessão.

### Fonte de financiamento das organizações
O financiamento de todas as organizações do PCC provém principalmente das receitas fiscais do Estado. Os dados relativos à proporção das despesas totais das organizações PCC no total das receitas fiscais da China não estão disponíveis. Contudo, ocasionalmente, pequenos governos locais na China divulgam tais dados. Por exemplo, a 10 de outubro de 2016, o governo local de Mengmao Township, Ruili City, Província de Yunnan divulgou um relatório conciso de receitas e despesas fiscais para o ano de 2014. Segundo este relatório, as receitas fiscais ascenderam a RMB 29 498 933,58, e as despesas da organização CCP ascenderam a RMB 1 660 115,50, ou seja, 5,63% das receitas fiscais são utilizadas pelo CCP para o seu próprio funcionamento. Este valor é semelhante às despesas de segurança social e emprego de toda a cidade-RMB 1 683 064,90.

### Membros
"É minha vontade aderir ao Partido Comunista da China, defender o programa do Partido, observar as disposições da constituição do Partido, cumprir os deveres de um membro do Partido, cumprir as decisões do Partido, observar estritamente a disciplina do Partido, guardar segredos do Partido, ser leal ao Partido, trabalhar arduamente, lutar pelo comunismo durante toda a minha vida, estar sempre pronto a sacrificar tudo pelo Partido e pelo povo, e nunca trair o Partido".

—Juramento de Admissão do Partido Comunista da China
Para aderir ao partido, um candidato deve ser aprovado pelo partido comunista. Em 2014, apenas 2 milhões de candidaturas foram aceitos, em cerca de 22 milhões de candidatos. Os membros admitidos passam então um ano como membros estagiários.
Em contraste com o passado, quando se enfatizava os critérios ideológicos dos candidatos, o actual PCC enfatiza as qualificações técnicas e educacionais. Para se tornar um membro estagiário, o candidato deve fazer um juramento de admissão perante a bandeira do partido. A organização do PCC relevante é responsável pela observação e educação dos membros estagiários. Os membros estagiários têm deveres semelhantes aos dos membros efectivos, com a excepção de que não podem votar nas eleições do partido nem candidatar-se à eleição. Muitos aderem ao PCC através da Liga da Juventude Comunista da China. Sob Jiang Zemin, os empresários privados foram autorizados a tornar-se membros do partido. De acordo com a constituição do PCC, um membro, em suma, deve seguir ordens, ser disciplinado, manter a unidade, servir o Partido e o povo, e promover o modo de vida socialista. Os membros gozam do privilégio de assistir às reuniões do partido, ler documentos relevantes do partido, receber educação do partido, participar nas discussões do partido através dos jornais e revistas do partido, fazer sugestões e propostas, fazer "críticas bem fundamentadas a qualquer organização ou membro do partido nas reuniões do partido" (mesmo da liderança central do partido), votar e candidatar-se à eleição, e de se opor e criticar as resoluções do partido ("desde que executem resolutamente a resolução ou política enquanto estiver em vigor"); e têm a capacidade de "apresentar qualquer pedido, recurso ou reclamação às organizações superiores do partido, mesmo ao Comité Central, e pedir uma resposta responsável às organizações em causa". Nenhuma organização partidária, incluindo a liderança central do PCC, pode privar um membro destes direitos.
A 30 de Junho de 2016, os indivíduos que se identificam como agricultores, pastores e pescadores perfazem 26 milhões de membros; os membros identificados como trabalhadores totalizam 7,2 milhões. Outro grupo, o "Pessoal de gestão, profissional e técnico em empresas e instituições públicas", perfazia 12,5 milhões, 9 milhões identificados como trabalhando em pessoal administrativo e 7,4 milhões descrevem-se como quadros do partido. 22,3 milhões de mulheres são membros do PCC. O PCC tem actualmente 90,59 milhões de membros, tornando-o o segundo maior partido político do mundo depois do partido indiano Bharatiya Janata.

### Liga da Juventude Comunista da China
A Liga Comunista da Juventude (LCJ) é a ala juvenil do PCC, e a maior organização de massas para a juventude na China. Segundo a constituição do PCC, a LCJ é uma "organização de massas de jovens avançados sob a liderança do Partido Comunista da China; funciona como uma escola do partido onde um grande número de jovens aprende sobre o socialismo com características chinesas e sobre o comunismo através da prática; é o assistente do partido e a força de reserva". Para aderir, um candidato tem de ter entre 14 e 28 anos de idade. Controla e supervisiona os Jovens Pioneiros, que em 2007 tinha cerca de 130 milhões de membros, uma organização juvenil para crianças com menos de 14 anos de idade. A estrutura organizacional da LCJ é uma cópia exacta do PCC; o órgão mais alto é o Congresso Nacional, seguido pelo Comité Central, o Politburo e o Comité Permanente do Politburo. No entanto, o Comité Central (e todos os órgãos centrais) da LCJ trabalham sob a orientação da liderança central do PCC. Portanto, numa situação peculiar, os órgãos da LCJ são ambos responsáveis perante órgãos superiores dentro do LCJ e do PCC, uma organização distinta. No 17.º Congresso Nacional (realizado em 2013), a LCJ tinha 89 milhões de membros.

## Símbolos

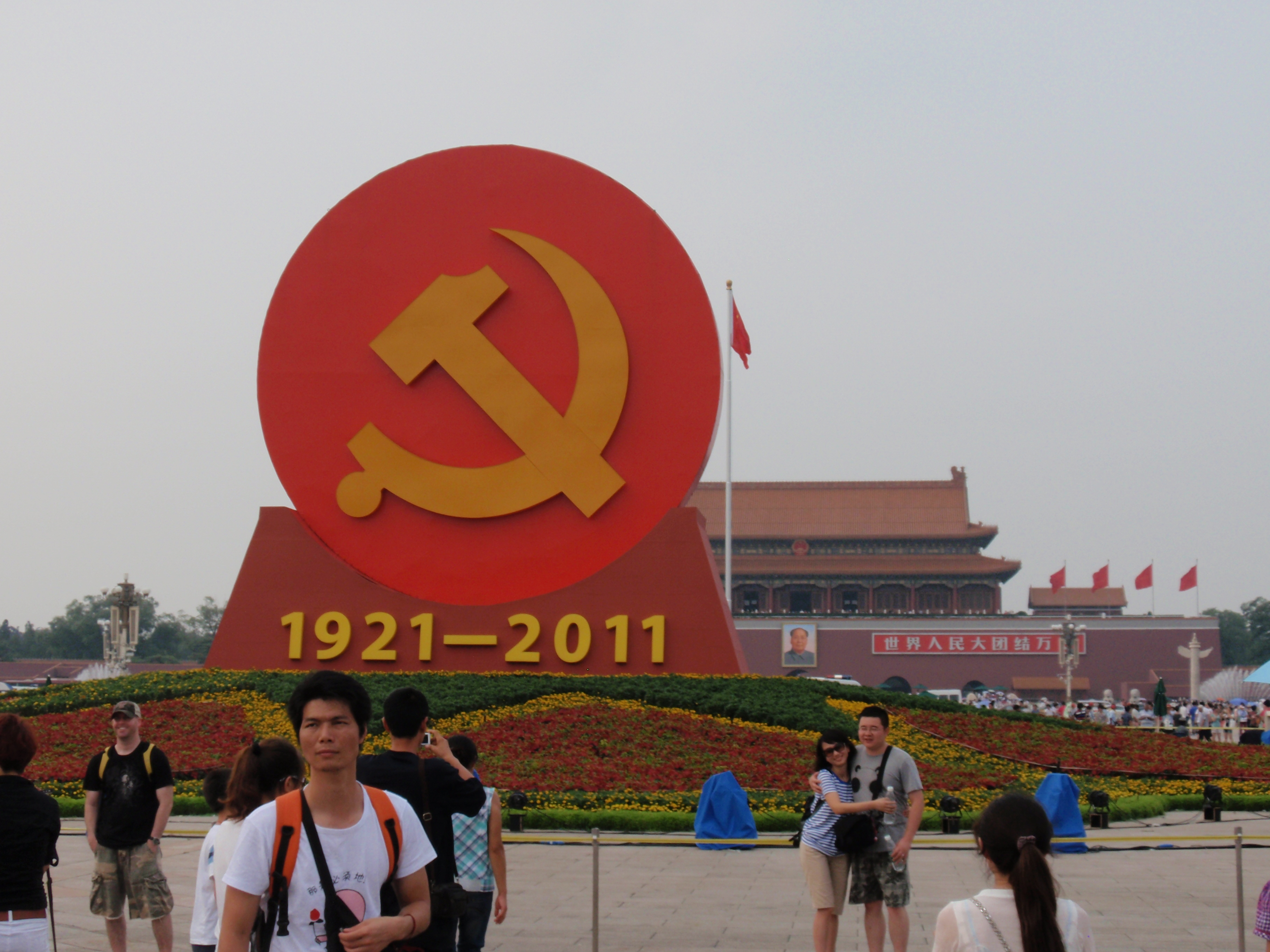
Um monumento temporário na Praça da Paz Celestial que assinala o 90.º aniversário do Partido Comunista da China em 2011

De acordo com o Artigo 53 da Constituição do PCC, "o emblema e a bandeira do partido são o símbolo e o sinal do Partido Comunista da China". No início da sua história, o PCC não tinha um único padrão oficial para a bandeira, mas, em vez disso, permitia aos comités individuais do partido copiar a bandeira do Partido Comunista da União Soviética. A 28 de Abril de 1942, o Politburo Central decretou o estabelecimento de uma única bandeira oficial. "A bandeira do PCC tem a proporção comprimento/largura de 3:2 com uma foice e um martelo no canto superior esquerdo, e sem estrela de cinco pontas. O Gabinete Político autoriza o Gabinete Geral a fazer uma série de bandeiras padrão e a distribuí-las por todos os órgãos principais". Segundo o Diário do Povo, "A bandeira padrão do partido é de 120 centímetros (cm) de comprimento e 80 cm de largura. No centro do canto superior esquerdo (um quarto do comprimento e largura até à borda) está um martelo amarelo com 30 cm de diâmetro. A manga da bandeira (bainha do mastro) é branca e tem 6,5 cm de largura. A dimensão da bainha do mastro não está incluída na medida da bandeira. A cor vermelha simboliza a revolução; o martelo e a foice são ferramentas de trabalhadores e camponeses, significando que o Partido Comunista da China representa os interesses das massas e do povo; a cor amarela significa a luminosidade". No total a bandeira tem cinco dimensões, os tamanhos são "no. 1: 388 cm de comprimento e 192 cm de largura; no. 2: 240 cm de comprimento e 160 cm de largura; no. 3: 192 cm de comprimento e 128 cm de largura; no. 4: 144 cm de comprimento e 96 cm de largura; no. 5: 96 cm de comprimento e 64 cm de largura". Em 21 de Setembro de 1966, o Gabinete Geral do PCC emitiu o "Regulamento sobre a Produção e Utilização da Bandeira e Emblema do PCC", que afirmava que o emblema e a bandeira eram os símbolos e sinais oficiais do partido.

## Relações interpartidárias

### Partidos comunistas
O PCC continua a ter relações com os partidos comunistas e operários não governantes e participa em conferências comunistas internacionais, especialmente no Encontro Internacional de Partidos Comunistas e Operários. Delegados de partidos comunistas estrangeiros visitam a China; em 2013, por exemplo, o Secretário Geral do Partido Comunista Português (PCP), Jerónimo de Sousa, encontrou-se pessoalmente com Liu Qibao, membro do Politburo Central. Noutro caso, Pierre Laurent, Secretário Nacional do Partido Comunista Francês (PCF), encontrou-se com Liu Yunshan, membro do Comité Permanente do Politburo. Em 2014 Xi Jinping, o Secretário-Geral do PCC, encontrou-se pessoalmente com Gennady Zyuganov, o Primeiro Secretário do Partido Comunista da Federação Russa (PCFR), para discutir as relações entre os partidos. Enquanto o PCC mantém contacto com os principais partidos como o PCP, PCF, PCFR, o Partido Comunista da Boémia e Morávia, o Partido Comunista do Brasil, o Partido Comunista do Nepal e o Partido Comunista de Espanha, o partido mantém relações com os partidos comunistas e operários menores, como o Partido Comunista da Austrália, o Partido dos Trabalhadores do Bangladesh, o Partido Comunista do Bangladesh (Marxista-Leninista) (Barua), o Partido Comunista do Sri Lanka, o Partido dos Trabalhadores da Bélgica, o Partido dos Trabalhadores da Hungria, o Partido dos Trabalhadores Dominicano e o Partido para a Transformação das Honduras, por exemplo. Nos últimos anos, notando a auto-reforma do movimento social-democrata europeu nos anos 80 e 90, o PCC "notou a crescente marginalização dos partidos comunistas da Europa Ocidental".

### Partidos governantes de estados socialistas
O PCC manteve relações estreitas com os restantes estados socialistas que defendem o comunismo: Cuba, Laos e Vietname e os seus respectivos partidos no poder, bem como a Coreia do Norte e o seu partido no poder, que deixou de defender o comunismo oficialmente em 2009. Passa bastante tempo a analisar a situação nos restantes Estados socialistas, tentando chegar a conclusões sobre a razão pela qual estes Estados sobreviveram quando tantos não o fizeram, na sequência do colapso dos Estados socialistas da Europa de Leste em 1989 e da dissolução da União Soviética em 1991. Em geral, as análises dos restantes Estados socialistas e a sua sobrevivência têm sido positivas, e o PCC acredita que o movimento socialista será revitalizado em algum momento no futuro.
O partido no poder que mais interessa ao PCC é o Partido Comunista do Vietname (PCV). Em geral, o PCV é considerado um exemplo modelo de desenvolvimento socialista na era pós-soviética. Os analistas chineses sobre o Vietname acreditam que a introdução da política de reforma Doi Moi no 6.º Congresso Nacional do PCV é a razão chave para o actual sucesso do Vietname.
Embora o PCC seja provavelmente a organização com mais acesso à Coreia do Norte, escrever sobre a Coreia do Norte é rigorosamente circunscrito. Os poucos relatórios acessíveis ao público em geral são aqueles sobre as reformas económicas da Coreia do Norte. Enquanto os analistas chineses da Coreia do Norte tendem a falar positivamente da Coreia do Norte em público, nas discussões oficiais por volta de 2008 mostram muito desdém pelo sistema económico da Coreia do Norte, o culto à personalidade que permeia a sociedade, a família Kim, a ideia de sucessão hereditária num estado socialista, o estado de segurança, a utilização de recursos escassos no Exército Popular da Coreia e o empobrecimento geral do povo norte-coreano. Por volta de 2008, há analistas que comparam a situação actual da Coreia do Norte com a da China durante a Revolução Cultural. Ao longo dos anos, o PCC tentou persuadir o Partido dos Trabalhadores da Coreia (ou PTC, o partido governante da Coreia do Norte) a introduzir reformas económicas, mostrando-lhes infraestruturas económicas chave na China. Por exemplo, em 2006, o PCC convidou o secretário-geral do PTC Kim Jong-il para a província de Guangdong para mostrar o sucesso das reformas económicas que trouxeram à China. Em geral, o PCC considera o WPK e a Coreia do Norte como exemplos negativos de um partido governante comunista e de um estado socialista.
Existe um grau considerável de interesse em Cuba no seio do PCC. Fidel Castro, o antigo Primeiro Secretário do Partido Comunista de Cuba (PCC), é muito admirado, e têm sido escritos livros centrados nos sucessos da Revolução Cubana. A comunicação entre o PCCh e o PCC aumentou consideravelmente desde os anos 90, tendo dificilmente passado um mês sem uma troca diplomática. Na 4ª Sessão Plenária do 16.º Comité Central, que discutiu a possibilidade do PCC aprender com outros partidos no poder, foram colhidos elogios sobre o PCC. Quando Wu Guanzheng, membro do Politburo Central, se reuniu com Fidel Castro em 2007, entregou-lhe uma carta pessoal escrita por Hu Jintao: "Os factos demonstraram que a China e Cuba são bons amigos de confiança, bons camaradas, e bons irmãos que se tratam com sinceridade. A amizade dos dois países resistiu ao teste de uma situação internacional mutável, e a amizade foi ainda mais reforçada e consolidada".

### Partidos não-comunistas
Desde o declínio e queda do comunismo na Europa Oriental, o PCC começou a estabelecer relações interpartidárias com partidos não comunistas. Estas relações são procuradas para que o PCC possa aprender com elas. Por exemplo, o PCC tem estado desejoso por compreender como o Partido de Ação Popular de Singapura (PAP) mantém o seu domínio total sobre a política de Singapura através da sua "presença discreta, mas com controlo total". De acordo com a própria análise do PCC sobre Singapura, o domínio do PAP pode ser explicado pela sua "rede social bem desenvolvida, que controla eficazmente os círculos eleitorais, alargando profundamente os seus tentáculos à sociedade através de ramos do governo e grupos controlados pelo partido". Embora o PCC aceite que Singapura é uma democracia liberal, eles veem-na como uma democracia guiada liderada pelo PAP. Outras diferenças são, de acordo com o PCC, "que não é um partido político baseado na classe trabalhadora - em vez disso é um partido político da elite. [...] É também um partido político do sistema parlamentar, não um partido revolucionário". Outros partidos com os quais o PCC estuda e mantém fortes relações entre partidos são a Organização Nacional dos Malaios Unidos, que governou a Malásia (1957-2018), e o Partido Liberal Democrata no Japão, que dominou a política japonesa desde 1955.
Desde a época de Jiang Zemin, o PCC tem feito aberturas amigáveis ao seu antigo inimigo, o Kuomintang. O PCC enfatiza fortes relações interpartidárias com o KMT de modo a reforçar a probabilidade de reunificação de Taiwan com a China continental. No entanto, vários estudos foram escritos sobre a perda de poder do KMT em 2000, após ter governado Taiwan desde 1949 (o KMT governou oficialmente a China continental de 1928 a 1949). Em geral, os estados de partido único ou estados de partido dominante são de especial interesse para o partido e as relações interpartidárias são formadas para que o PCC os possa estudar. A longevidade do ramo regional sírio do Partido Socialista Árabe Ba'ath é atribuída à personalização do poder na família al-Assad, ao forte sistema presidencial, à herança de poder, que passou de Hafez al-Assad para o seu filho Bashar al-Assad, e ao papel dado aos militares sírios na política.

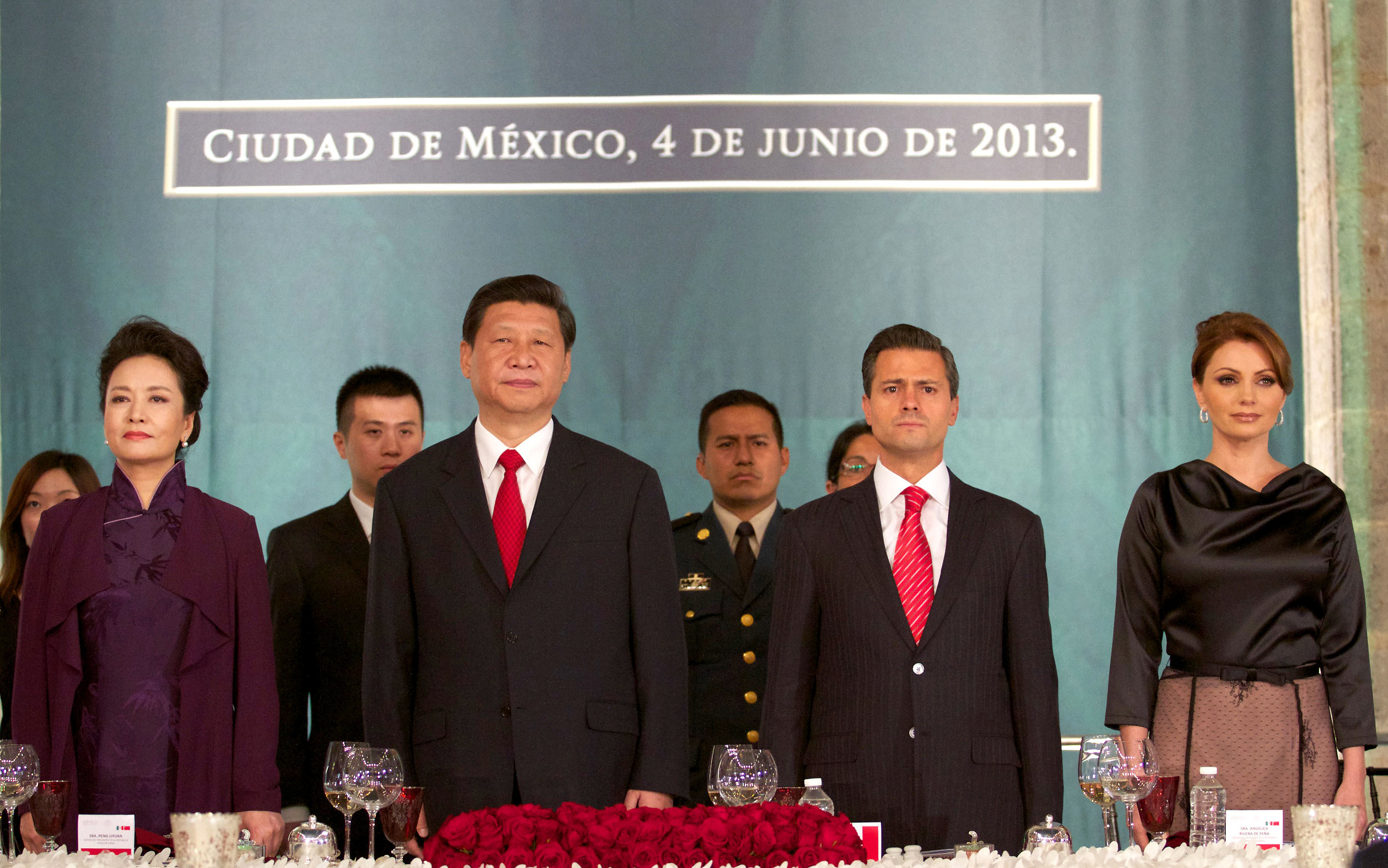
Xi Jinping (segundo da esquerda) com Enrique Peña Nieto (segundo da direita), o ex-presidente do México e um dos principais membros do Partido Revolucionário Institucional

Desde 2008, o PCC tem estado especialmente interessado na América Latina, como o demonstra o número crescente de delegados enviados e recebidos destes países. De especial fascínio para o PCC é a regra dos 71 anos do Partido Revolucionário Institucional (PRI) no México. Enquanto o PCC atribuía o longo governo do PRI no poder ao forte sistema presidencial, explorando a cultura machista do país, a sua postura nacionalista, a sua estreita identificação com a população rural e a implementação da nacionalização a par da mercantilização da economia, o PCC concluiu que o PRI falhou devido à falta de democracia partidária interior, a sua busca da social-democracia, as suas rígidas estruturas partidárias que não puderam ser reformadas, a sua corrupção política, a pressão da globalização, e a interferência americana na política mexicana. Apesar do PCC ter demorado a reconhecer a guinada à esquerda na América Latina, ao longo dos anos tem fortalecido as relações interpartidárias com vários partidos políticos socialistas e antiamericanistas. O PCC expressou ocasionalmente alguma irritação sobre a retórica anticapitalista e antiamericanista de Hugo Chávez. Apesar disso, o PCC chegou a um acordo em 2013 com o Partido Socialista Unido da Venezuela (PSUV), que foi fundado por Chávez, para o PCC educar os quadros do PSUV nos campos político e social. Em 2008, o PCC afirmou ter estabelecido relações com 99 partidos políticos em 29 países da América Latina.
Os movimentos social-democratas na Europa têm sido de grande interesse para o PCC desde o início dos anos 80. Com excepção de um curto período em que o PCC forjou relações interpartidárias com partidos de extrema-direita durante os anos 70, num esforço para travar o "expansionismo soviético", as relações do PCC com os partidos social-democratas europeus foram os seus primeiros esforços sérios para estabelecer relações cordiais de partido a partido com partidos não comunistas. O PCC credita aos social-democratas europeus a criação de um "capitalismo com rosto humano". Antes dos anos 80, o PCC tinha uma visão altamente negativa e desdenhosa da social-democracia, uma visão que remontava à Segunda Internacional e à visão marxista-leninista sobre o movimento social-democrata. Nos anos 80, essa visão tinha mudado e o PCC concluiu que podia realmente aprender algo com o movimento social-democrata. Os delegados do PCC foram enviados por toda a Europa para observar. Na década de 1980, a maioria dos partidos social-democratas europeus enfrentava um declínio eleitoral e num período de auto-reforma. O PCC seguiu-o com grande interesse, atribuindo maior peso aos esforços de reforma no seio do Partido Trabalhista Britânico e do Partido Social Democrata da Alemanha. O PCC concluiu que ambos os partidos foram reeleitos porque se modernizaram, substituindo os tradicionais princípios socialistas de estado por novos princípios de apoio à privatização, desistindo da crença no grande governo, concebendo uma nova visão do estado social, mudando a sua visão negativa do mercado e passando da sua tradicional base de apoio dos sindicatos para os empresários, os jovens e os estudantes.

## História eleitoral
| Eleição | Secretário Geral | Lugares       | +/– | Posição |
| ------- | ---------------- | ------------- | --- | ------- |
| 1982–83 | Hu Yaobang       | 1 861 / 2 978 |     | 1º      |
| 1987–88 | Zhao Ziyang      | 1 986 / 2 979 | 125 | 1º      |
| 1993–94 | Jiang Zemin      | 2 037 / 2 979 | 51  | 1º      |
| 1997–98 | Jiang Zemin      | 2 130 / 2 979 | 93  | 1º      |
| 2002–03 | Hu Jintao        | 2 178 / 2 985 | 48  | 1º      |
| 2007–08 | Hu Jintao        | 2 099 / 2 987 | 79  | 1º      |
| 2012–13 | Xi Jinping       | 2 157 / 2 987 | 58  | 1º      |
| 2017–18 | Xi Jinping       | 2 119 / 2 980 | 38  | 1º      |

## Controvérsias
Apesar dos controles econômicos e sociais por parte do governo terem sido muito enfraquecidos na China desde a década de 1970, a liberdade política é ainda muito restrita. A Constituição da República Popular da China (RPC) afirma que os "direitos fundamentais" dos cidadãos incluem a liberdade de expressão, a liberdade de imprensa, o direito a um julgamento justo e à liberdade de religião, o sufrágio universal e os direitos de propriedade. No entanto, estas disposições não conferem aos chineses proteção significativa, na prática, contra procedimentos penais do Estado. A Human Rights Watch e a Amnistia Internacional apontam graves e constantes violações dos direitos humanos no país. A Amnistia Internacional aponta também numerosas violações desses direitos.
A China executa mais pessoas do que qualquer outro país no mundo, respondendo por 72% do total mundial de execuções em 2009, embora não seja o maior carrasco per capita do mundo. O país também tem a segunda maior população carcerária do planeta (atrás apenas dos Estados Unidos), com 1 701 344 presos em todo o território chinês.

### Revolução Cultural
A Revolução Cultural Chinesa, ocorrida entre 1966 entre 1976 e liderada por Mao Tsé-Tung, expurgou os restos de "elementos capitalistas" e tradicionais da sociedade chinesa e impôs o maoismo como a ideologia dominante no PCC. A Revolução marcou o retorno de Mao à posição central de poder na China após um período de liderança menos radical para se recuperar dos fracassos do Grande Salto Adiante, que contribuiu para a Grande Fome Chinesa apenas cinco anos antes. A Revolução Cultural danificou a economia e a cultura tradicional da China, com um número estimado de mortos variando de centenas de milhares a 20 milhões. Os Guardas Vermelhos destruíram relíquias e artefatos históricos, bem como saquearam locais culturais e religiosos. Dezenas de milhões de pessoas foram perseguidas, como altos funcionários, principalmente o presidente chinês Liu Shaoqi, junto com Deng Xiaoping, Peng Dehuai.

### Autoritarismo
Com a reforma econômica chinesa, dezenas de milhões de trabalhadores rurais do país que se mudaram para as grandes cidades foram tratados como pessoas de segunda classe por um sistema obsoleto de registro domésticos, chamado hukou, que controla os benefícios governamentais. O sistema de direitos de propriedade é fraco e ocorrem desapropriações abusivas de terras de camponeses.
A censura do discurso político e da informação, inclusive na internet, é aberta e usada rotineiramente para silenciar as críticas ao governo e ao PCC. O governo reprime as manifestações de organizações e crenças que considera uma potencial ameaça para o controle da "estabilidade social", como foi o caso do Protesto na Praça da Paz Celestial em 1989. Depois que Do Not Split (2020), sobre os protestos em Hong Kong em 2019–2020, foi indicado ao Oscar de melhor documentário de curta-metragem no Oscar 2021, surgiram relatos em março daquele ano dizendo que o Departamento de Propaganda do PCC ordenou que a mídia chinesa "evitasse comentários sensíveis" e que a Televisão Central da China, afiliada à mídia estatal, cancelasse a transmissão ao vivo do Oscar.

### Artigos e entradas de periódicos
- Abrami, Regina; Malesky, Edmund; Zheng, Yu (2008). «Accountability and Inequality in Single-Party Regimes: A Comparative Analysis of Vietnam and China» (PDF). University of California Press. pp. 1–46
- Brown, Kerry (2 de agosto de 2012). «The Communist Party of China and Ideology» (PDF). China: An International Journal. 10 (2): 52–68
- Chambers, David Ian (30 de abril de 2002). «Edging in from the Cold: The Past and Present State of Chinese Intelligence Historiography». Journal of the American Intelligence Professional. 56 (3). Central Intelligence Agency. pp. 31–46
- Dynon, Nicholas (julho de 2008). «"Four Civilizations" and the Evolution of Post-Mao Chinese Socialist Ideology». The China Journal. 60. University of Chicago Press. pp. 83–109. JSTOR 20647989
- Li, Cheng (19 de novembro de 2009). «Intra-Party Democracy in China: Should We Take It Seriously?». 30 (4). China Leadership Monitor. pp. 1–14
- Mahoney, Josef Gregory; Yi, Jiexiong; Li, Xiuling (abril de 2009). «A Marxist Perspective on Chinese Reforms: Interview with Jiexiong». pp. 177–192. JSTOR 40404544
- Köllner, Patrick (agosto de 2013). «Informal Institutions in Autocracies: Analytical Perspectives and the Case of the Chinese Communist Party» (PDF) (232). German Institute of Global and Area Studies. pp. 1–30
- Miller, H. Lyman (19 de novembro de 2009). «Hu Jintao and the Party Politburo» (PDF). 32 (9). China Leadership Monitor. pp. 1–11

### Livros
- Baum, Richard (1996). Burying Mao: Chinese Politics in the Age of Deng Xiaoping. Nova Jersey: Princeton University Press. ISBN 978-0691036373
- Baylis, Thomas (1989). Governing by Committee: Collegial Leadership in Advanced Societies. Nova Iorque: State University of New York Press. ISBN 9780887069444
- Bush, Richard (2005). Untying the Knot: Making Peace in the Taiwan Strait. [S.l.]: Brookings Institution Press. ISBN 978-0815797814
- Broodsgaard, Kjeld Erik; Zheng, Yongnian (2006). The Chinese Communist Party in Reform. [S.l.]: Routledge. ISBN 978-0203099285
- Carter, Peter (1976). Mao. Oxford: Oxford University Press. ISBN 978-0192731401
- Chan, Adrian (2003). Chinese Marxism. [S.l.]: Continuum Publishing. ISBN 978-0826473073
- Coase, Ronald; Wang, Ling (2012). How China Became Capitalist. [S.l.]: Palgrave Macmillan. ISBN 978-1137019363
- Ding, X.L. (2006). The Decline of Communism in China: Legitimacy Crisis, 1977–1989. Cambridge: Cambridge University Press. ISBN 978-0521026239
- Feigon, Lee (2002). Mao: A Reinterpretation. [S.l.]: Ivan R. Dee. ISBN 978-1566635226
- Finer, Catherine Jones (2003). Social Policy Reform in China: Views from Home and Abroad. [S.l.]: Ashgate Publishing. ISBN 978-0754631750
- Fu Delete repeated word = Zhengyuan (1993). Autocratic Tradition and Chinese Politics. Cambridge: Cambridge University Press. ISBN 978-0521442282
- Gao, James (2009). Historical Dictionary of Modern China (1800–1949). [S.l.]: Scarecrow Press. ISBN 978-0810863088
- Gregor, A. James (1999). Marxism, China & Development: Reflections on Theory and Reality. [S.l.]: Transaction Publishers. ISBN 978-1412828154
- Li, Gucheng (1995). A Glossary of Political Terms of the People's Republic of China. China: Chinese University Press. ISBN 978-9622016156
- Guo, Sujian (2012). Chinese Politics and Government: Power, Ideology and Organization. [S.l.]: Routledge. ISBN 978-0415551380
- Guo, Sujian; Guo, Baogang (2008). China in Search of a Harmonious Society. [S.l.]: Rowman & Littlefield|Lexington Books. ISBN 978-0739126240
- Heath, Timothy R. (2014). China's New Governing Party Paradigm: Political Renewal and the Pursuit of National Rejuvenation. [S.l.]: Ashgate Publishing, Ltd. ISBN 978-1409462019
- Heazle, Michael; Knight, Nick (2007). China–Japan Relations in the Twenty-first Century: Creating a Future Past?. [S.l.]: Edward Elgar Publishing. ISBN 978-1781956236
- Izuhara, Misa (2013). Handbook on East Asian Social Policy. [S.l.]: Edward Elgar Publishing. ISBN 978-0857930293
- Yu, Keping (2010). Democracy and the Rule of Law in China. [S.l.]: Brill Publishers. ISBN 978-9004182127
- Kornberg, Judith; Faust, John (2005). China in World Politics: Policies, Processes, Prospects. Colúmbia Britânica: University of British Columbia Press. ISBN 978-1588262486
- Kuhn, Robert Lawrence (2011). How China's Leaders Think: The Inside Story of China's Past, Current and Future Leaders. [S.l.]: John Wiley & Sons. ISBN 978-1118104255
- Latham, Kevin (2007). Pop Culture China!: Media, Arts, and Lifestyle. [S.l.]: ABC-CLIO. ISBN 978-1851095827
- Leung, Edwin Pak-wah, ed. (1992). Historical Dictionary of Revolutionary China, 1839–1976. [S.l.]: Greenwood Publishing Group. ISBN 978-0313264573
- Lew, Christopher R.; Leung, Edwin Pak-wah (1996). Historical Dictionary of the Chinese Civil War 2nd ed. [S.l.]: Scarecrow Press
- Li, Cheng (2009). China's Changing Political Landscape: Prospects for Democracy. [S.l.]: Brookings Institution Press. ISBN 978-0815752080
- Liu, Guoli (2011). Politics and Government in China. [S.l.]: ABC-CLIO. ISBN 978-0313357312
- Joseph, William (2010). Politics in China: an Introduction. Oxford: Oxford University Press. ISBN 978-0195335309
- Mackerras, Colin; McMillen, Donald; Watson, Andrew (2001). Dictionary of the Politics of the People's Republic of China. [S.l.]: Routledge. ISBN 978-0415250672
- Richard, McGregor (2012). The Party: The Secret World of China's Communist Rulers 2nd ed. [S.l.]: Harper Perennial. ISBN 978-0061708763
- Musto, Marcello (2008). Karl Marx's Grundrisse: Foundations of the Critique of Political Economy 150 Years Later. [S.l.]: Routledge. ISBN 978-1134073825
- Smith, Ivian; West, Nigel (2012). Historical Dictionary of Chinese Intelligence. [S.l.]: Scarecrow Press. ISBN 978-0810871748
- Ogden, Chris (2013). Handbook of China s Governance and Domestic Politics. [S.l.]: Routledge. ISBN 978-1136579530
- Organisation for Economic Co-operation and Development (2005). Governance in China. [S.l.]: OECD Publishing. ISBN 978-9264008441
- Pantsov, Alexander (2015). Deng Xiaoping: A Revolutionary Life 1st ed. Oxford: Oxford University Press. ISBN 978-0199392032
- Saich, Tony; Yang, Benjamin (1995). The Rise to Power of the Chinese Communist Party: Documents and Analysis. [S.l.]: M.E. Sharpe. ISBN 978-1563241550
- Schram, Stuart (1966). Mao Tse-Tung. [S.l.]: Simon & Schuster. ISBN 978-0140208405
- Shambaugh, David (2008). China's Communist Party: Atrophy and Adaptation. Califórnia: University of California Press. ISBN 978-0520254923
- Shambaugh, David (2013). China Goes Global: The Partial Power. Oxford: Oxford University Press. ISBN 978-0199323692
- Sullivan, Lawrence (2007). Historical Dictionary of the People's Republic of China. [S.l.]: Scarecrow Press. ISBN 978-0810864436
- Sullivan, Lawrence (2012). Historical Dictionary of the Chinese Communist Party. [S.l.]: Scarecrow Press. ISBN 978-0810872257
- Jonathan, Unger (2002). The Nature of Chinese Politics: From Mao to Jiang. [S.l.]: M.E. Sharpe. ISBN 978-0765641151
- van de Ven, Johan (1991). From Friend to Comrade: The Founding of the Chinese Communist Party, 1920–1927. Califórnia: University of California Press. ISBN 978-0520910874
- Vogel, Ezra (2011). Deng Xiaoping and the Transformation of China. Harvard: Harvard University Press. ISBN 978-0674055445
- Yeh, Wen-hsin (1996). Provincial Passages: Culture, Space, and the Origins of Chinese Communism. Califórnia: University of California Press. ISBN 978-0520916326
- Wang, Gunwu; Zheng, Yongian (2012). China: Development and Governance. [S.l.]: World Scientific. ISBN 978-9814425834
- White, Stephen (2000). Russia's New Politics: The Management of a Postcommunist Society. Cambridge: Cambridge University Press. ISBN 978-0521587372
- Wong, Yiu-chung (2005). From Deng Xiaoping to Jiang Zemin: Two Decades of Political Reform in the People's Republic of China. Estados Unidos: University Press of America. ISBN 978-0761830740
- Zheng, Suisheng (2004). A Nation-state by Construction: Dynamics of Modern Chinese Nationalism. Stanford: Stanford University Press. ISBN 978-0804750011